# Limbochromis robertsi
Limbochromis robertsi és una espècie de peix de la família dels cíclids i l'única del gènere Limbochromis.

## Morfologia
- Els mascles poden assolir 7,7 cm de longitud total.[5][6]

## Hàbitat
És una espècie de clima tropical entre 22 °C-25 °C de temperatura.

## Distribució geogràfica
Es troba a Àfrica: Ghana.